# Alcea arbelensis
Alcea arbelensis är en malvaväxtart som beskrevs av Pierre Edmond Boissier och Hausskn.. Alcea arbelensis ingår i släktet stockrosor, och familjen malvaväxter.

## Underarter
Arten delas in i följande underarter:
- A. a. crassicaulis
- A. a. pterocarpa